# Abbazia di Santa Maria di Realvalle
L'abbazia di Santa Maria di Realvalle, anche detta Santa Maria della Vittoria, è un'abbazia cistercense del XIII secolo che si trova nel comune di Scafati (SA). Fu creata in occasione della vittoria angioina sugli svevi, assieme all'omonima Santa Maria della Vittoria di Scurcola Marsicana in provincia dell'Aquila.

## Storia e descrizione
L'abbazia fu eretta nel 1274 per volontà di Carlo d'Angiò a commemorazione della vittoria decisiva, con l'appoggio papale, nella battaglia di Campo San Marco presso Benevento (1266) su Manfredi e quindi sul dominio svevo nel regno di Sicilia.
L'abbazia, ricchissima di dotazioni regie, prosperò fin quando regnarono a Napoli gli Angioini; ma già prima che subentrassero gli Aragonesi era iniziata un'irresistibile decadenza, aggravata dal grande terremoto che nel 1456 ne distrusse in gran parte le strutture. Essa riuscì tuttavia a sopravvivere fino alla soppressione degli ordini religiosi benedettini e loro derivazioni, ordinata da Gioacchino Murat nel 1808, con l'incameramento da parte dello Stato dei loro beni e la successiva vendita.
Alla fine dello stesso secolo, a seguito di un lascito, il complesso pervenne alle Suore Francescane Alcantarine.
Dal 2022, però le Suore Francescane Alcantarine non risiedono più nella struttura.
Convivono a Realvalle testimonianze di fede che spaziano sull'arco di oltre sette secoli, e memorie architettoniche che vanno dal gotico francese, attraverso il barocco, fino all'Ottocento e ai tempi moderni con la nuova cappella di Santa Maria di Realvalle nel convento delle suore francescane alcantarine, dello scultore Angelo Casciello.

## Struttura
La struttura nel corso del XV e XVI secolo, fu affidata a diversi commendatari. Negli anni 1590-1597 il priore Don Martino riuscì ad erigere una chiesetta per la messa e a riparare parte dell'ala conversi. L'abbazia è articolata in blocchi strutturali, correlati tra loro e disposti intorno all'immenso chiostro d'epoca angioina, fulcro dell'intera organizzazione spaziale: dell'ala monaci disposta ad est restano pochi elementi, come pure del refettorio con le cucine, forse posizionato nell'ambiente denominato sala a pilastri, mentre l'ala conversi s'è interamente conservata, anche se è stata oggetto di rimaneggiamenti. Dal prospetto principale, l'accesso all'ala conversi è caratterizzato da un ambiente imponente, con volte a crociera, che introduce al cortile colonnato, denominato corte dei conversi, da cui è possibile raggiungere il chiostro. A nord e a sud dell'ingresso si dispongono alcuni ambienti utilizzati come magazzini per le derrate alimentari e stalle per il ricovero dei cavalli. Accanto al prospetto dell'ala conversi è disposta la facciata principale della chiesa settecentesca, per la quale alcuni ambienti dell'impianto gotico furono ampliati: negli anni 1740-1748 fu, infatti, eretta la cappella con abside a pianta semicircolare, modificata dopo il 1834 per assumere l'attuale configurazione di chiesa ad aula unica, con copertura di volta a botte. Tornando al fulcro del complesso abbaziale, gli elementi superstiti visibili del chiostro sono tre muri - quello settentrionale in cui s'intravedono le alte monofore che illuminavano la chiesa abbaziale, quello occidentale in comune con l'ala conversi, quello meridionale in cui un tempo s'apriva una porta d'accesso al refettorio - ed i peducci, sui quali erano impostate le volte a crociera, che coprivano un porticato aperto sullo spazio centrale, di cui non si è conservata alcuna traccia. A nord del prospetto principale dell'abbazia si raggiungono la masseria sette-ottocentesca, che conserva in un ambiente a piano terra un forno in pietra, ed il muro della chiesa abbaziale con le gotiche monofore in blocchi lapidei, arricchite da raffinati capitelli a foglie d'acanto e croquet. La sala scoperta, la cosiddetta sala a pilastri, posta a sud del chiostro, è caratterizzata dalla presenza di grossi pilastri quadrati di lato 1,3 m ed è preceduta da un vestibolo coperto con volte a vela, impostate su pilastri della medesima dimensione, e da un altro vano notevolmente trasformato agl'inizi del XX secolo. La sala è identificabile con una parte dell'antico refettorio, rimaneggiato tra XVI e XVIII secolo per edificare nuovi ambienti, che avrebbero dovuto ospitare i monaci e che non vennero mai ultimati.